# Caecognathia pustulosa
Caecognathia pustulosa är en kräftdjursart som först beskrevs av Hale 1924.  Caecognathia pustulosa ingår i släktet Caecognathia och familjen Gnathiidae. Inga underarter finns listade i Catalogue of Life.